# Osny
Osny – miejscowość i gmina we Francji, w regionie Île-de-France, w departamencie Dolina Oise.

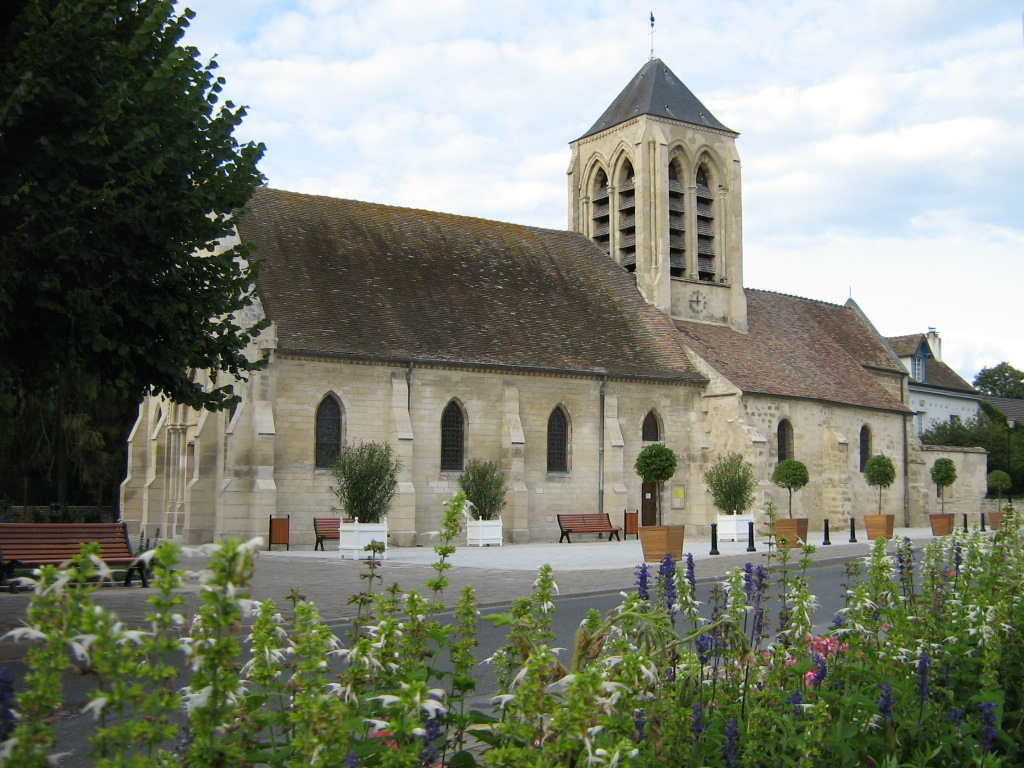
Zabytkowy kościół z XI wieku

Według danych na rok 1990 gminę zamieszkiwało 12 195 osób, a gęstość zaludnienia wynosiła 974 osób/km² (wśród 1287 gmin regionu Île-de-France Osny plasuje się na 213. miejscu pod względem liczby ludności, natomiast pod względem powierzchni na miejscu 261.).